# Ulica Roosevelta w Mrągowie

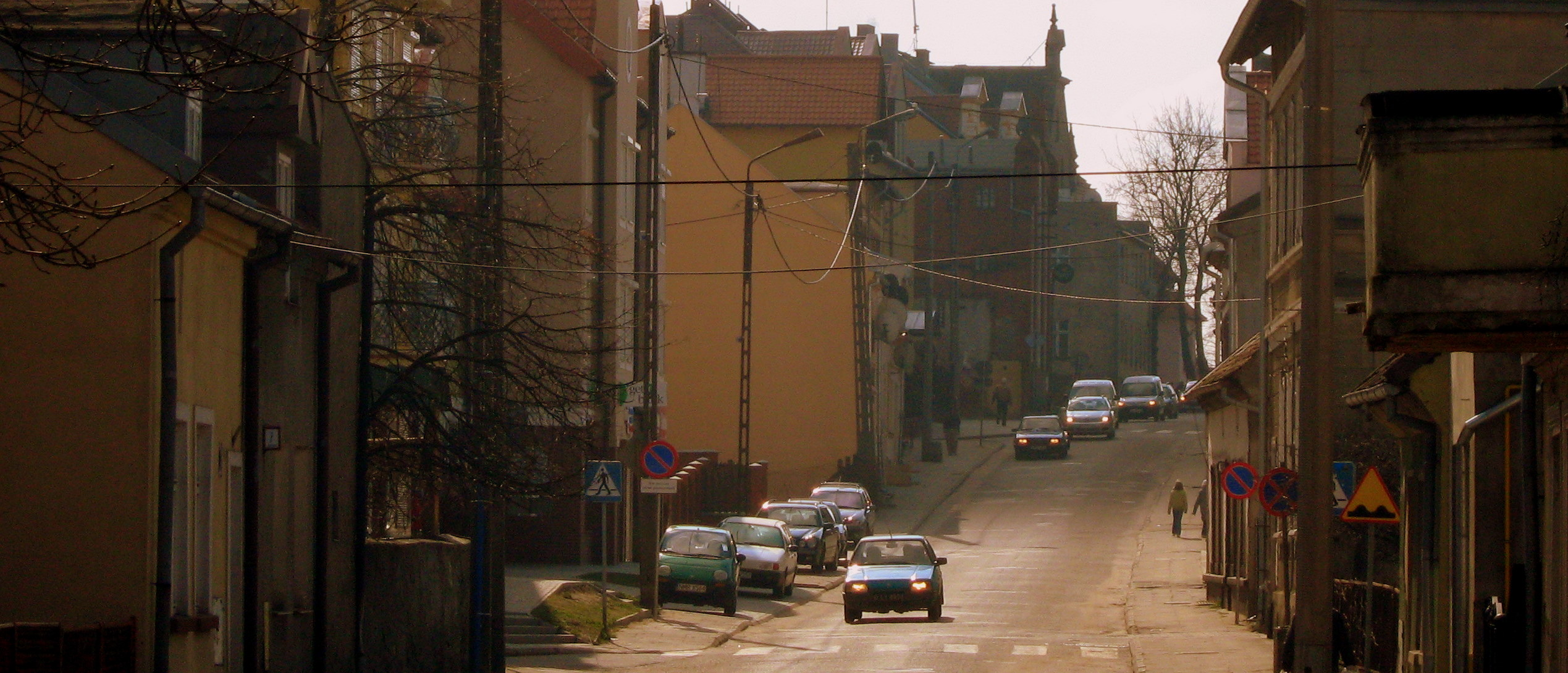
Ulica Roosevelta w Mrągowie

Ulica Franklina Delano Roosevelta w Mrągowie – jedna z ważniejszych ulic śródmieścia Mrągowa, o długości ok. 500 m. Biegnie równolegle do ulicy Warszawskiej. Rozciąga się od skrzyżowania z ulicą Traugutta do Placu Kajki . Łączy południową część miasta z centrum. 
Ulica Roosevelta do lat 70. XIX wieku nazywała się Scheunenstrasse (ulica Stodolna), ponieważ przed pożarem w 1822 r. zabudowano ją całkowicie stodołami. Intensywny ruch budowlany trwał tutaj w latach 80. XIX w. W 1873 r. zbudowano tu kuźnię. Pojawiły się też kamienice w zwartej zabudowie. Prace budowlane kontynuowano do początku XX w.
Obecnie na ulicy znajdują się dwa spichlerze. Jeden z XVIII wieku., a drugi z XIX w. – zbudowany w stylu neogotyckim. Pod koniec XIX w. ulicę przemianowano na Gartenstrasse (ulica Ogrodowa), a po II wojnie światowej na Roosevelta. W 2003 r., podczas zmiany organizacji ruchu w mieście, uczyniono ją jedną z głównych ulic, prowadzących od strony południowej do centrum. Ważnymi obiektami są tu Szkoła Muzyczna I stopnia, dwa zabytkowe spichlerze, Hotel Huszcza oraz kamienice z końca XIX i początku XX w.